# 寒石散
寒石散又名五石散，兴于魏晋，唐代后逐渐不为人所服用，現今流傳方帖是由鐘乳石、紫石英、白石英、石硫磺、赤石脂五味石药合成的一种散剂。《世說新語·言語篇》引秦丞祖寒食散論，寫到：「寒食散之方，虽出汉代，而用之者寡，靡有传焉。魏尚书何晏首获神效，由是大行于世，服者相寻也。」
礦石性的藥材大多藥性偏熱，服用後全身酷熱難當，必須以陰寒食物來抑其燥火，故又別名“寒食散”。 例如南梁的张孝秀在服寒食散后，「盛冬能卧于石」。服后身体燥热，需要吃冷食（酒须温）、洗冷浴及步行来发散药性，谓之“行散”。魏人何晏說：「服五石散，非惟治病，亦覺神明開朗。」長期服用，皮膚便會變得白嫩細緻，六朝美男子，膚質皆以白皙聞名，王衍「手白更勝玉柄」，何晏引來魏明帝湯餅之宴。
但寒石散終究是毒物，長期服用會有很大的副作用，管輅形容何晏：「魂不守宅，血不華色，精爽煙浮，容若槁木，謂之鬼幽。」。《晉書·皇甫謐傳》提到服五石散「違錯節度，辛苦荼毒，于今七年，隆冬裸坦食冰，當暑煩悶，加以逆咳，或若溫瘧，或類傷寒，浮氣流腫，四肢酸重。」王奎克《五石散新考》推測五石散中含有礜石（砷礦物）而會使人中毒。
由於五石散服後會導致血液循環加快，所以亦被當作種娛樂性藥物和春藥使用。對此，隋代巢元方《諸病源候總論》卷六《寒食散發候篇》引皇甫謐話：“近世尚書何晏，耽好聲色，始服此藥，心加開朗，體力轉強。京師翕然，傳以相授。”

## 歷史
寒食散的起源不明。在張仲景《傷寒雜病論》（藥方收錄在宋代《金匱要略》）中，曾記載侯氏黑散，與紫石寒食散。侯氏黑散中使用了礬石（含硫酸鹽類礦物的礦石），食用方法中註明宜冷食；在有些方書上，礬石被寫為礜石（含砷的礦石，可煉製成砒霜）。紫石寒食散，則是以寒食為名，其中使用紫石英、白石英、赤石脂、鍾乳。這兩個方劑，常被認為可能是五石散的起源。
最早使用寒食散的人，可能是何晏。